# Giulio Torti
Giulio Torti (... – ...; fl. XX secolo) è stato un calciatore italiano, di ruolo attaccante.
Era chiamato anche Torti II per distinguerlo da Carlo Torti (I).

## Caratteristiche tecniche
Giocava come centravanti o mezzala ed era forte fisicamente e abile nel dribbling.

## Carriera
Esordisce nell'Alessandria con cui disputa alcune amichevoli nel 1913, appena diciassettenne. Terminata la Prima Guerra Mondiale riprende l'attività con i grigi impegnati nella Prima Categoria 1919-1920, campionato nel quale disputa una sola partita, il 14 dicembre 1919 contro la Valenzana. L'anno successivo passa al Piacenza, sempre in Prima Categoria, dove è stabilmente impiegato come mezzala a fianco di Eligio Peretti.
A fine stagione si trasferisce al Mortara, nel campionato di Promozione.